# Mezcal Head
Mezcal Head è il secondo album discografico del gruppo musicale britannico Swervedriver, pubblicato nel 1993 due anni dopo l'album di esordio Raise.
A seguito dell'uscita dell'album, gli Swervedriver parteciparono a un tour americano con gli Smashing Pumpkins e gli Shudder to Think nell'autunno del 1993.

## Album
Differenze di vedute tra i componenti della band e questioni personali portarono dopo il primo album ad abbandoni come quelli di Graham Bonner (avvenuto nel bel mezzo di un tour nordamericano nel 1992) e a una nuova formazione per un nuovo album, a seguito della collaborazione con Alan Moulder. Al nucleo composto da Adam Franklin e Jimmy Hartridge, che si ritrovarono a suonare anche il basso per compensare l'abbandono di Adi Vines, si affiancò il percussionista Jez Hindmarsh.
Nell'album è compreso il singolo di maggior successo commerciale del gruppo, Duel, del quale fu pubblicato anche un video. L'edizione americana comprendeva due tracce bonus, Never Lose That Feeling (già pubblicato in un EP omonimo nel 1992) e una versione strumentale con influssi krautrock di Never Learn. Quella giapponese invece comprendeva come bonus Planes over the Skyline e Year of the Girl.
In occasione della reunion del gruppo nel 2008, Sony BMG ripubblicò l'album, prima nel Regno Unito e poi negli Stati Uniti, in un'edizione rimasterizzata ed espansa, con quattro tracce bonus:
1. Never Lose That Feeling
2. Planes Over the Skyline
3. Hitcher
4. Cars Converge on Paris

## Critica
L'album ottenne ottime recensioni e viene considerato leggermente superiore al precedente.
Compare al numero 265 della lista dei migliori 300 album del trentennio 1985-2014 della rivista musicale Spin.

## Tracce
1. For Seeking Heat
2. Duel
3. Blowin' Cool
4. MM Abduction
5. Last Train to Satansville
6. Harry & Maggie
7. A Change Is Gonna Come
8. Girl on a Motorbike
9. Duress
10. You Find It Everywhere